# Omaspides
Omaspides is een geslacht van kevers uit de familie bladkevers (Chrysomelidae).
De wetenschappelijke naam van het geslacht werd in 1837 gepubliceerd door Louis Alexandre Auguste Chevrolat in Dejean.

## Soorten
- Omaspides boliviana Borowiec, 2003
- Omaspides clatrata (Linnaeus, 1758)
- Omaspides semilineata (Boheman, 1854)
- Omaspides sobrina (Boheman, 1854)
- Omaspides unicolor Borowiec, 1998